# اسوند مسن
اسوند مسن (دانمارکی: Svend Madsen; ۱۷ مارس ۱۸۹۷ – ۱۰ سپتامبر ۱۹۹۰) ژیمناست هنری اهل دانمارک بود.